# Davidia

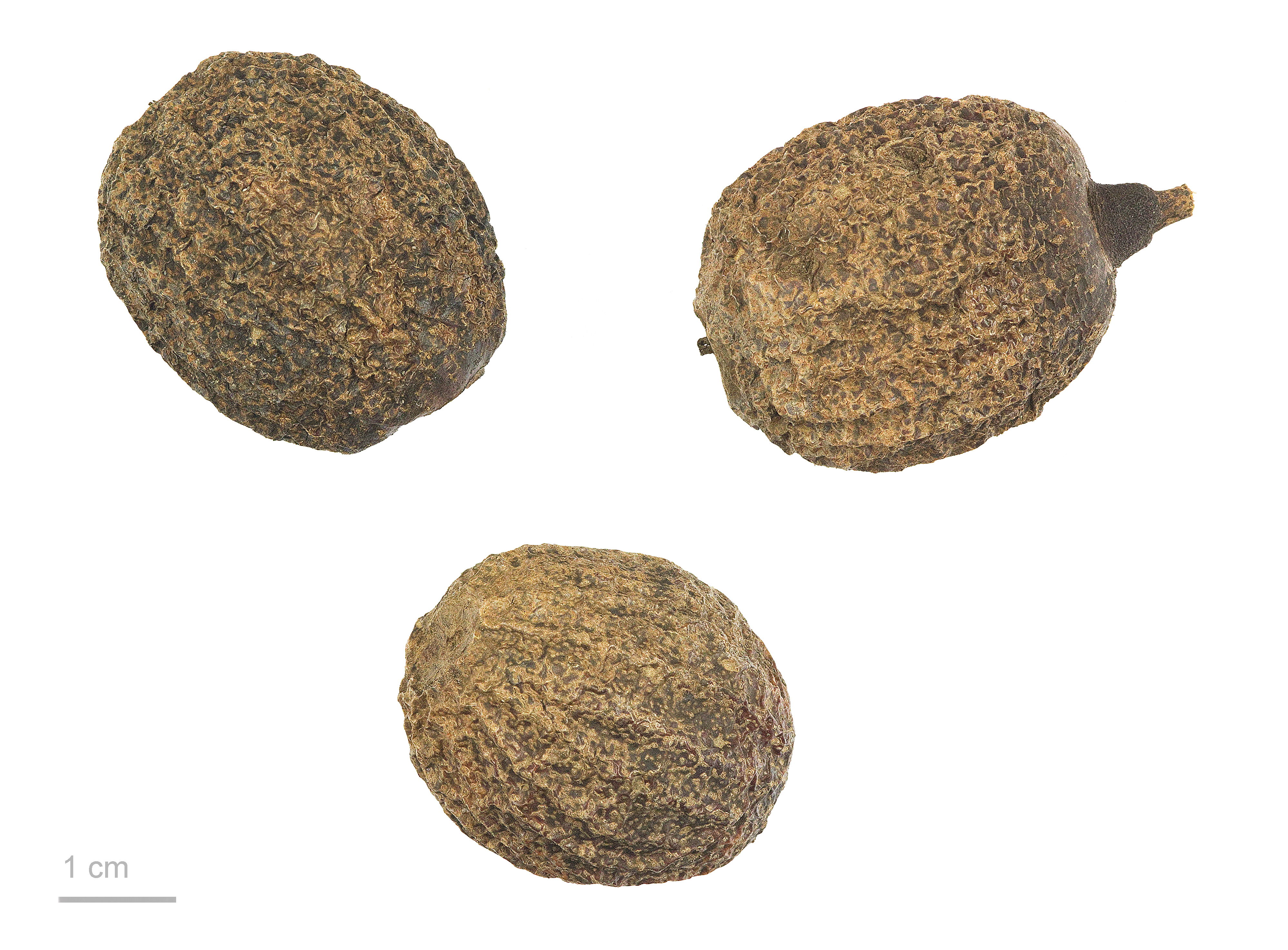
Davidia involucrata - MHNT

Davidia é um género botânico pertencente à família Nyssaceae.

## Espécies
- Davidia involucrata
- Davidia laeta
- Davidia tibetana
- Davidia vilmoriniana